# The Dark Knight (nhạc phim)
The Dark Knight: Original Motion Picture Soundtrack là một album nhạc nền của phim điện ảnh cùng tên năm 2008—phần tiếp nối phim Batman Begins của Christopher Nolan. Nhạc phẩm được phát hành vào ngày 15 tháng 7 năm 2008 theo ba ấn bản: CD, ấn bản đặc biệt, digipak CD và tải kĩ thuật số. Ấn bản đặc biệt kèm 2 đĩa CD được phát hành vào ngày 9 tháng 12 năm 2008 cùng đĩa DVD. Một ấn bản giới hạn vinyl LP nặng 180 gam được phát hành vào ngày 12 tháng 8 năm 2008. Nhạc phẩm do các cộng tác viên trong Batman Begins là Hans Zimmer và James Newton Howard sáng tác và thu âm vào tháng 4 năm 2008. Nhạc nền đã giành giải Grammy cho nhạc nền phim hay nhất.

## Xếp hạng
| Xếp hạng (2008)     | Vị trí cao nhất |
| ------------------- | --------------- |
| U.S. Billboard 200  | 20              |
| Top Internet Albums | 23              |
| Top Soundtracks     | 3               |